# Passage Jean Beausire
Die Passage Jean-Beausire ist eine Straße im Quartier de l’Arsenal des 4. Arrondissements in Paris.

## Lage und Zugang
Die Passage Jean-Beausire beginnt an der Nr. 11 der Rue Jean-Beausire und endet an der Rue des Tournelles Nr. 12.
Die nächstgelegene Metrostation ist Bastille der Linien 1, 5 und 8.

## Namensursprung
Die Passage liegt in der Nachbarschaft zur Rue Jean–Beausire, die den Namen des Architekten und Unternehmers Jean Beausire, der für die Brunnen der Stadt Paris zuständig war.
An beiden Seiten der Straße stehen sechsstöckige Wohnhäuser aus unterschiedlichen Epochen.

## Geschichte
Die 54 Meter lange und 9 Meter breite Straße wurde vermutlich im 17. Jahrhundert geschaffen.